# Toldi
A Toldi Arany János 211, egyenként nyolcsoros versszakból álló elbeszélő költeménye (1846), mely ismertté tette alkotóját, s mellyel a költő felkeltette Petőfi Sándor figyelmét is.

## Keletkezése
Arany János 1845-ben kezdte írni az Az elveszett alkotmányt, melyet beküldött a Kisfaludy Társaság vígeposz-pályázatára. El is nyerte a pályadíjat, bár Vörösmarty Mihály bírálta hexametereit. Vörösmarty bíráló szavai további munkára késztették Aranyt. 1846-ban a Kisfaludy Társaság újabb pályázatot írt ki. Ezt a pályázatot Erdélyi János készítette elő, és az ő javaslatára vették fel a követelmények közé a népies formát. A pályázat szövege: „Készíttessék költői beszély, versben, melynek hőse valamely, a nép ajkán élő történeti személy, például Mátyás király, Toldi Miklós, Kádár vitéz stb. Forma és szellem népies legyen. Beküldés határnapja: november 26. 1846. Jutalma 15 db arany.”
Arany János először szülőfalujában hallott legendákat a híres Toldi Miklósról. Később elolvasta Ilosvai Selymes Péter változatát, ebből kapott ihletet. A Toldi már egyöntetű győzelmet aratott, és nemcsak a pályadíjat nyerte meg (1847. február 6-án, amikor a társaság a kitűzött tizenöt aranyat kivételesen húszra emelte), hanem bírálói ámulatát is. Arany egyszerre ünnepelt költő lett, jeles írók figyelme fordult felé, és Petőfi volt az első, aki köszöntésére sietett. Egy évvel később Arany Jánost a Kisfaludy Társaság tagjai közé választották.

## Történet

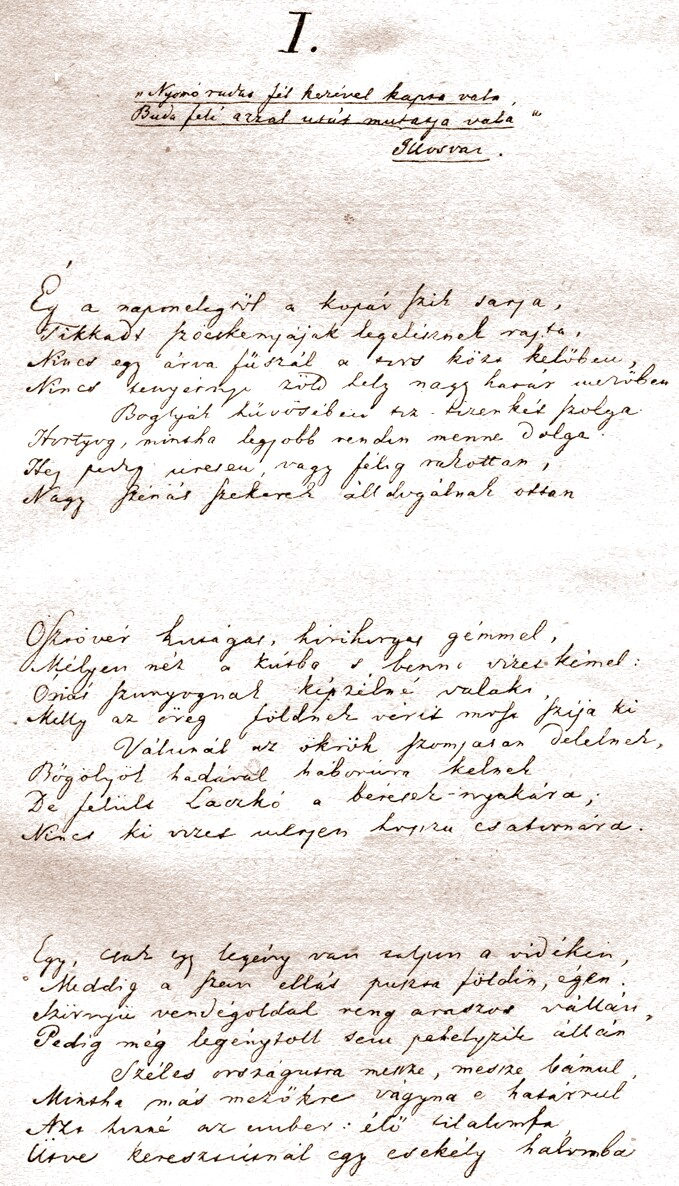
Arany János-kézirat. Arany László ajándékozta 1886-ban Lehr Albertnak annak emlékére, hogy a Lehr Toldi-kommentárja megnyerte az Akadémia nagyjutalmát.

Az Előhangban a költő megidézi Toldi Miklós legendás alakját:
                                                          Mint ha pásztortűz ég őszi éjszakákon,

                                                          Messziről lobogva tenger pusztaságon:

                                                          Toldi Miklós képe úgy lobog fel nékem

                                                          Majd kilenc-tíz ember-öltő régiségben.

                                                          (...)

### 1. ének
Néhai Toldi Lőrincnek két fia van: György és Miklós. György Budán a királyi udvarban nevelkedett, most is ott él fényben és kényelemben, mint Lajos király kedves embere. Miklós, a kisebbik fiú, akinek legendásan nagy erejéről az Előhangból értesülünk, édesanyjával lakik Nagyfaluban, és mezei munkát végez. Egykori apja példája nyomán ő is vitézi életről álmodozik.
A béresekkel épp kinn van a mezőn, amikor Laczfi nádor arra vonul csapatával. Miklós bánatosan, vágyakozva nézi a fényes sereget. Laczfi hetykén, parasztnak szólítva tudakolja tőle a Budára vezető utat. Miklósban szégyen és harag támad, mert parasztnak nézik, és eszébe jut gőgös bátyja is, aki sorsának okozója. Egy mozdulattal leveszi válláról a hatalmas vendégoldalt, és könnyű botként mutatja vele az utat. Laczfi és hada elámul a fiú óriási erején, sajnálkoznak rajta, amiért parasztnak született, pedig közöttük volna a helye. A sereg elvonultával Miklós hazaindul, szívében szégyen és harag.

### 2. ének
Özvegy Toldi Lőrincné házában javában sütnek-főznek: megérkezett Budáról Toldi György, hogy vitézeivel néhány napig kedvére dáridózzon a szülői házban. Amikor Miklós betoppan, öleléssel köszöntené bátyját, de az durván eltaszítja magától. Békességért könyörgő édesanyjukat gúnyosan korholja, amiért Miklósnak mindig pártját fogta, de az még parasztnak is rossz lett, csak a napot lopja.
Miklós visszautasítja a vádakat, Györgynek szemére hányja oktalan gyűlöletét. A fiatalabb fiú közli, hogy nem fog ő az útjában állni senkinek, világgá megy, de előbb a bátyjától a jussát követeli. „Itt a juss, kölök…” – válaszolja György, és arcul csapja öccsét. Miklós hirtelen felindulásában ráront, de anyjuk közéjük veti magát, és csak ez menti meg Györgyöt a halálos csapástól. Miklós fojtott haraggal kitántorog a házból.

### 3. ének
A lakoma után Toldi György a tornácon gyönyörködik vitézei rúdhányó játékában. Meglátja az udvar végében búslakodó Miklóst, és felbiztatja legényeit, hogy döngessék meg körülötte a palánkot. Miklós sokáig békésen, néma megvetéssel tűri a durva tréfát, de amikor egy dárda a válla csontját éri, akkor elfutja a méreg. Felkapja és a bosszantói közé hajítja a malomkődarabot, melyen ült; a hatalmas kő az egyik vitézt agyonzúzza. György haragra gyullad, de nagyobb az öröme: most már nem mondhatják, hogy ő veszejti el az öccsét, megteszi azt a törvény. Miklós menekül, György parancsot ad az elfogására.

### 4. ének
Miklós egy közeli kiszáradt nádasba vette magát. Testi szenvedéseinél nagyobb a bánata, lelkifurdalása. Gyötrődései közben akad rá a család hűséges öreg szolgája, Bence, akit az aggódó anya küldött utána étellel-itallal. Miklós szerencsétlenül alakult sorsán gondolkodik: gyilkosságba esett, el kell bujdosnia a környékről; már csak az alkonyatot várja. Az öreg szolga marasztalná, ám Miklósra csak anyja említése van hatással, az özvegynek szíve szakadhat meg bánatában. Édesanyjának szóló üzenettel és vigasztaló szavaival bocsátja haza Bencét.

### 5. ének

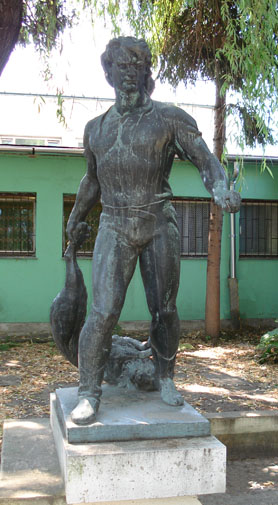
Grantner Jenő: Toldi Miklós szobra (Miskolc)

Miklós elhatározza, hogy az éjszaka folyamán hazamegy elbúcsúzni anyjától. Útközben véletlenül rétifarkas-fészekre lép, és a farkaskölykök anyja rátámad. Előbb ezt, majd a szintén rárohanó hímfarkast is sikerül megölnie. Önkéntelenül eszébe jut gonosz bátyja, aki rosszabb a farkasnál, mert az életére tör, holott ő sohasem bántotta. Egy pillanatra átvillan rajta, nem volna-e jó örökre elbánni Györggyel, mint most a farkasokkal; de győz Miklós jobbik énje és a gondviselésbe vetett hite. Az agyonvert farkasok tetemével folytatja útját hazafelé.

### 6. ének
György és emberei mélyen alszanak. Miklós belopózik, és hogy jelt hagyjon maga után, a két tetemet György ágya mellé fekteti, majd bemegy az anyjához, aki az asztalra borulva szendereg. Miklós erőt vesz magán, megmondja anyjának, hogy csak búcsúzni jött haza, de nem örökre megy el. Nagy erejét nem akarja elpazarolni, és szégyene sem lesz a családnak: felmegy Budára a királyhoz, és beáll a bajnokok közé. A farkasszagot megérző kutyák vad ugatásba kezdenek, Miklósnak menekülnie kell. György lóra parancsolja legényeit, és velük együtt öccse üldözésére indul. A szegény anya ájultan hanyatlik az ágyára.

### 7. ének
Miklós menekülése közben nagy vihar támad, az egyik üldöző vitézt villám sújtja agyon. György átázott seregével visszafordul; a célját most sem érte el. Miklós háromnapi vándorlás után Pest alá, Rákos mezejére ér. Egy temető mellett haladva jajgatást hall: egy friss sírra boruló asszony két fiát gyászolja, akiket egy cseh ölt meg a Duna szigetén. Miklós megfogadja, hogy bosszút áll a két fiúért. Az özvegytől megtudja, hogy Budán egy cseh bajnok magyar vitézeket hív ki viadalra; már sokukat megölte, tegnap már senki nem mert kiállni ellene; holnap reggel is biztosan ott lesz a szigeten és várja a bajvívót. Miklós nagy elhatározással Pest városába indul…

### 8. ének
György még Miklós előtt megérkezett Budára, hogy bevádolja őt a királynál, és úgy jusson az áhított birtokhoz. A palotában Lajos király előtt fájdalmat színlelve elpanaszolja, hogy van egy korhely, mihaszna, bár nagy erejű öccse, aki megölte az ő egyik kedves vitézét, és utána elbujdosott. Álnokul hozzáteszi, hogy a gyilkosság után már őt illetné Miklós birtokrésze, de azt őfelsége kezébe helyezi: adja azt királyi adományként annak, aki arra a legérdemesebb. A király megérti, hogy György királyi adománylevéllel szeretné megkaparintani öccse földjét. Hidegen mosolyogva kijelenti tehát, hogy elfogadja a felajánlott örökséget, és azt Györgynek adományozza, de csak azzal a feltétellel, ha holnap megvív a csehvel, és megöli az idegen bajnokot. György halálra váltan kénytelen kijelenteni, hogy valójában neki nem kell az öccse vagyona, ő lemondott róla. Így esett György abba a verembe, melyet Miklósnak ásott.

### 9. ének
Miklós Pesten nagy lármára lett figyelmes: a vágóhídról elszabadult vad bika rohant az utcán, mindenki rémülten keresett előle menedéket. Miklós a bikát két szarvánál elkapta és a vágóhídra vonszolta, ahol a mészárosok gerendához kötötték. Ezután egy nagy darab májat dobtak oda Miklósnak, és elzavarták. Keserűen kell tudomásul vennie, hogy annyi megmentett életért ez a jutalma. A májat egy kóbor kutyának adta, és továbbment. Sokan ráismertek az utcán, de éjjeli szállásra nem hívta volna meg senki. Most eszébe jut az özvegynek tett fogadalma, és hogy se ruhája, se fegyvere: így nem állhat ki a cseh vitéz ellen bajvívásra. Visszamegy a temetőbe, hogy az özvegytől elkérje fiai fegyverzetét, de az asszonyt nem találja ott. Csüggedten egy sírhalomra borul és elalszik.

### 10. ének
Lódobogás riasztja fel, a nyeregben az öreg Bence. Lekapja őt a lóról, Bence ijedtében azt hiszi, hogy kísértet ugrott rá; csak lassan tér magához. Toldiné Miklós után küldte őt, és küldött vele egy cipót is. A cipóba egy kis vasszelence volt belesütve, és azt kinyitva Miklós száz aranyat talál benne. Megörül a váratlan kincsnek: most már fegyvert és lovagi öltözetet vehet magának, s másnap bajt vívhat a cseh vitézzel. Örömében betér Bencével egy közeli csárdába mulatni.

### 11. ének
Másnap Toldi megvásárol minden szükséges fegyvert, páncélt a bajvíváshoz, még Rigó paripáját is – melyet Bence hozott a számára – felszerszámozza, és elindul a viadal helyszínére.
A Duna budai partján egy elkerített részen a király selyemsátra áll. A korlátokon kívül kíváncsiak tömege várja, hogy lesz-e a szigeten bajvívás. Buda vára felől megérkezik a cseh bajnok, táncoltatja lovát és gúnyolja a magyart, hogy senki sincs, aki vele kiállni merne. A pesti parton váratlanul jelentkezik egy ismeretlen vitéz – Toldi az –, aki elfogadja a kihívást. A két bajnok egyszerre indul el csónakon a két partról, és egyszerre érkezik meg a szigetre. Miklós kezet akar fogni a csehvel, de az a vaskesztyűs markával megpróbálja Toldi kezét összepréselni. Toldi megelőzi, és hatalmas szorítással szétroncsolja ellenfele ujjait.
A cseh térdre esve életéért könyörög, cserébe felajánlja minden vagyonát. Toldi elfogadja a kincseket, de nem maga, hanem a temetőben látott özvegy számára; majd megkegyelmez a csehnek, ha megesküszik, hogy magyar földre többé nem teszi a lábát. A bajnok mindent megígér, ám amikor a csónak felé indulnak, kardjával hátulról Toldi felé szúr. Toldi azonban meglátja a mozdulatot a Duna tükröződő vizében; elkapja a kardot, és most már nem ismer kegyelmet. Saját kardjával vágja le ellenfele fejét, és rátűzve felmutatja.

### 12. ének
A király teljesen elképed az ismeretlen vitéz erején, s parancsot ad ki, hogy hozassák elé, hadd adja neki Toldi György öccsének vagyonát. A király előtt Miklós felfedi kilétét, s fény derül György mesterkedéseire. A király igazságot akar szolgáltatni, s György részét is Miklósnak akarja adni, ő azonban lebeszéli róla, mondván, hogy nem vagyonra szeretne szert tenni, hanem katona szeretne lenni a király hadseregében. A király örömmel katonái közé veszi, s kardot ajándékoz neki. Nemsokára megérkezik Toldi édesanyja is, és nagy boldogan borulnak egymás nyakába. Minthogy a király Györgyöt kitagadta udvarából, György megy Nagyfalura lakni, Miklós és az édesanyja pedig a király mellé kerül. Toldiból az idők során pedig rettenthetetlen és híres vitéz lett.
Az Utóhangban Toldi Miklós további sorsára, jellemére, hőstetteire utal a költő.
| Szerkezeti felépítés | Szerkezeti felépítés |
| --- | -------------------- |
| - Előhang - I. ének: Laczfi-jelenet - II. ének: A pofon - III. ének: A malomkő-jelenet - IV. ének: A nádasban (Bence 1.) - V. ének: A farkaskaland - VI. ének: Miklós búcsúja édesanyjától - VII. ének: A temetői özvegy - VIII. ének György ármánykodása - IX. ének: A bika-kaland - X. ének: 100 arany (Bence 2.) - XI. ének: A párviadal - XII. ének: A király jutalma - Utóhang |                      |

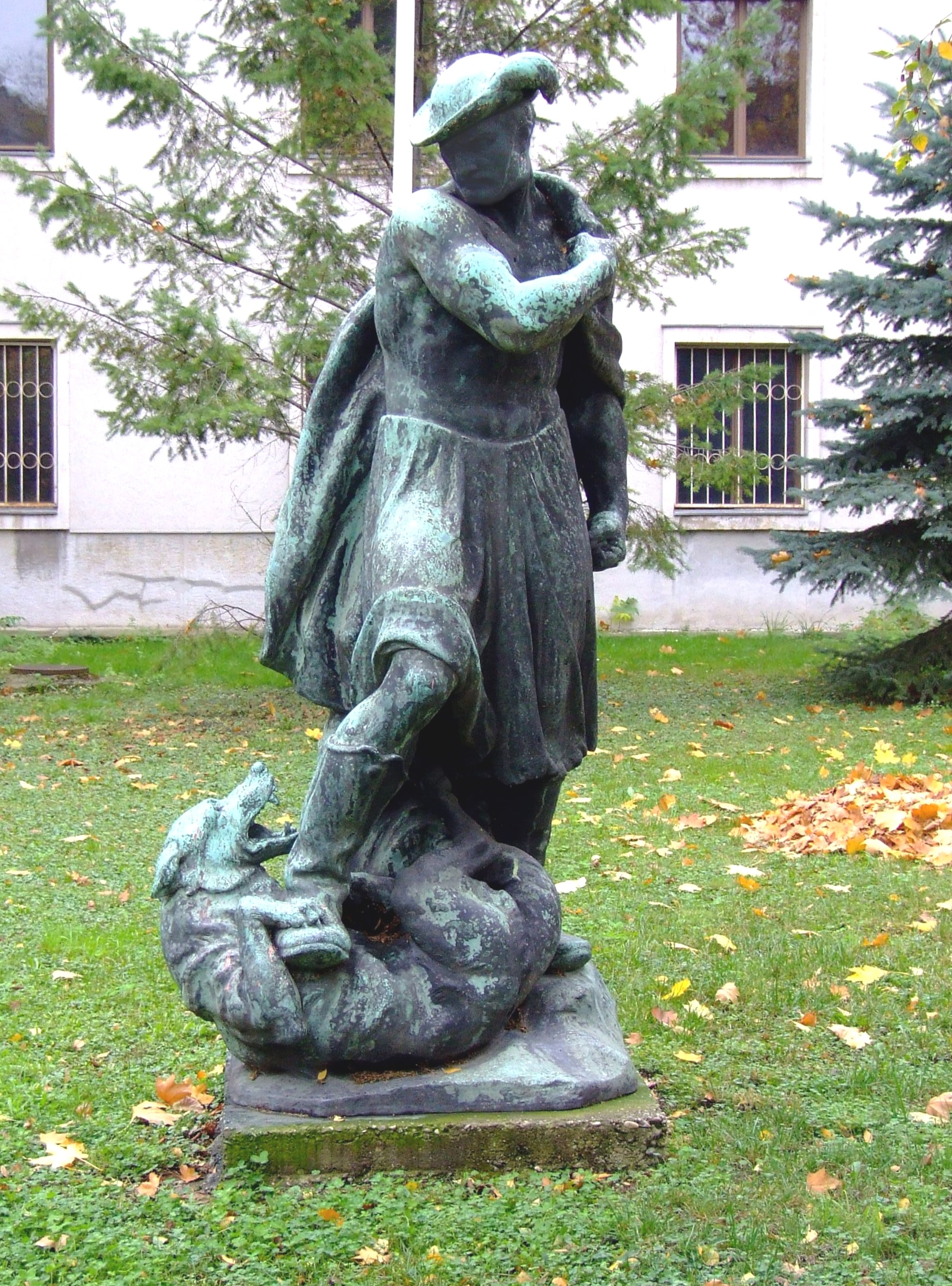
Pásztor János: Toldi Miklós eltapossa a toportyánférget (Budapest, Testnevelési Egyetem)

## Szereplők
- Toldi Miklós
- béreslegények
- Laczfi Endre, nádor
- Laczfi serege
- Toldi György
- György vitézei
- Toldi Lőrincné, Miklós és György édesanyja
- Bence, Toldiék szolgája
- özvegyasszony
- Lajos király
- mészároslegények
- pesti polgárok
- Mikola, a cseh vitéz

## A Toldi népiessége

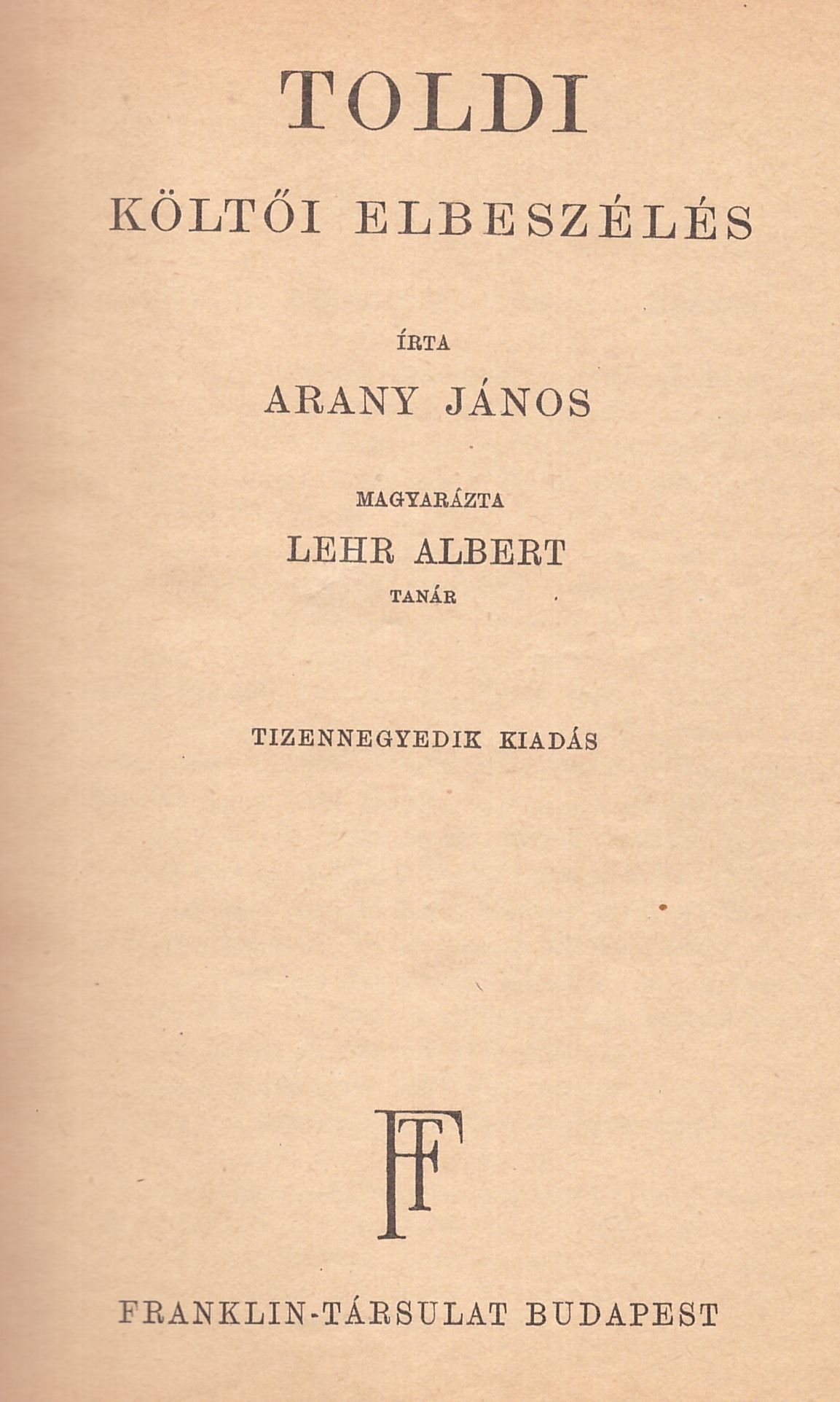
Arany János: Toldi. Jegyzetekkel és magyarázatokkal ellátta Lehr Albert. 11. kiadás. Évszám nélkül, feltehetően az 1920-as években készült

A Toldit Petőfi az általa is képviselt népiesség megnyilvánulásának tartotta.
A népiesség mint célkitűzés széles közönség irodalmi kultúráját hivatott szolgálni; mint hangnem két stílusirányzatnak: a romantikának és a realizmusnak ötvözete; és sem Petőfinél, sem Aranynál nem az életmű egészére vonatkozik. Az elveszett alkotmány bonyolult szerkezetű mű; a Toldiban a történet sokkal zártabb, folytonosságát nem töri meg az elbeszélő közbeszólása. Itt már belülről, lélektanilag ábrázolt jellemekkel találkozunk. Csak az Előhang különül el a szövegtől, azáltal, hogy lírai keretbe helyezi a történetet, kiemelve a költő kötöttségét a Szalonta környékén, a nép körében eleven Toldi-mondához.
Forrásául Nagy Lajos király korának mondái szolgáltak, köztük Arany szülőfaluja és a környék mondái, valamint Ilosvai Selymes Péter Az híres nevezetes Tholdi Miklos-nak cselekedeteiről és bajnokságáról való história című krónikája. Innen idézte a mottót is az énekek elé.
A mű hangvételére hatással volt Petőfi Sándor újfajta, közvetlen népiessége.

## Érdekességek
2001-ben a Magyar Nemzeti Bank emlékpénzérme sorozatot jelentetett meg, ifj. Szlávics László tervei alapján, A magyar ifjúsági irodalom alakjai címmel. A 200 forintos címlettel készült emlékérmék egyikén a Toldi illusztrációja látható.